# Österlen

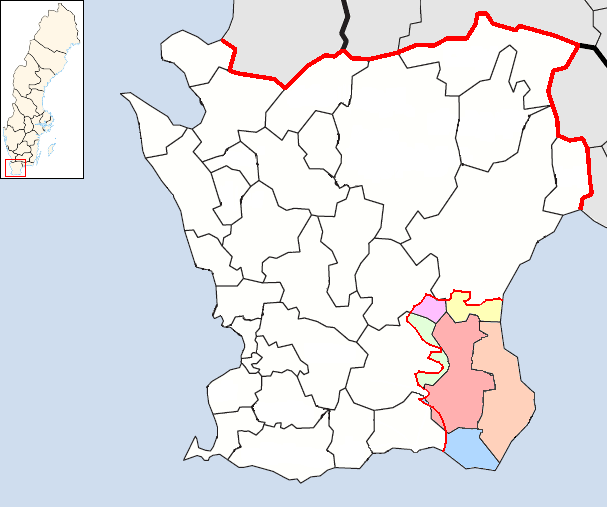
Lage Österlens in Schonen

Österlen ist eine Region im Südosten der schwedischen Provinz Skåne län (Schonen/Skåne). Im Allgemeinen wird das Gebiet östlich des alten Landweges zwischen Ystad und Kristianstad als Österlen bezeichnet. Manche Reiseführer weiten dieses Gebiet noch etwas aus. Die größte und einzige Stadt in Österlen ist Simrishamn.
Österlen ist bekannt für eine ansprechende Natur und historisch interessante Objekte. So findet man hier den Nationalpark Stenshuvud, steinzeitliche Objekte wie die Ales stenar oder das Grab von Kivik und die mittelalterliche Burg Glimmingehus.
Viele schwedische Künstler hatten und haben sich in Österlen niedergelassen, da sie hier reichlich Inspiration für ihre Kunstwerke finden. Jedes Jahr zu Ostern findet eine so genannte „Kunstrunde“ statt, bei der die Künstler ihre Werke in den verschiedenen Dörfern ausstellen.